# Ricania geometra
Ricania geometra är en insektsart som beskrevs av Melichar 1898. Ricania geometra ingår i släktet Ricania och familjen Ricaniidae. Inga underarter finns listade i Catalogue of Life.